# Mártonffy Antal
Mártonffy Antal (Csíkszentkirály, kb. 1750 – Gyulafehérvár, 1799. november 19.) erdélyi magyar jezsuita majd világi paptanár, csillagász.

## Élete
Gyulafehérváron elvégzett tanulmányai után, a városban található papnevelde tanára lett. Amikor Batthyány Ignác püspök elhatározta, hogy létesít egy csillagvizsgálót, Bécs városába küldte Hell Miksa mellé. 1788 és 1792 között tanulmányai a csillagászatot érintették, beszerezte a leendő gyulafehérvári csillagvizsgáló kellékeit és műszereit is. A csillagda 1794-ben meg is kezdte működését Mártonffy Antal vezetésével.
A gyulafehérvári obszervatórium leírásának keretében kitűnő csillagászati műszertani munkát adott ki, amely az első ilyen jellegű kézikönyv Közép-Európában. Megkezdte az észleléseket, de korai halála félbeszakította munkáját.

## Művei
- Initia Astronomicae Speculae Battyanyanae Albensis in Transylvania Alba Carolinae (Gyulafehérvár), 1798.
  - Ebben a művében eléggé részletesen ismerteteti az obszervatórium leírását, az benne használt műszerekt, valamint az előforduló műszerhibák mibenlétét is.